# 小野友五郎

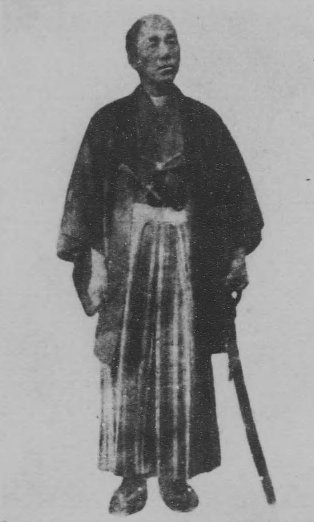
小野友五郎（1867年、アメリカにて）

小野 友五郎（おの ともごろう、文化14年10月23日（1817年12月1日） - 明治31年（1898年）10月29日）は、江戸時代末期から明治時代にかけての日本の数学者・海軍軍人・財務官僚。諱は広胖（ひろとき、しばしばこうはんとも音読される）。官位は内膳正。元常陸笠間藩士、後に幕臣。和算家としては広胖、洋算家としては友五郎と呼ばれることが多い。

## 生涯

### 算学修業と幕府出仕

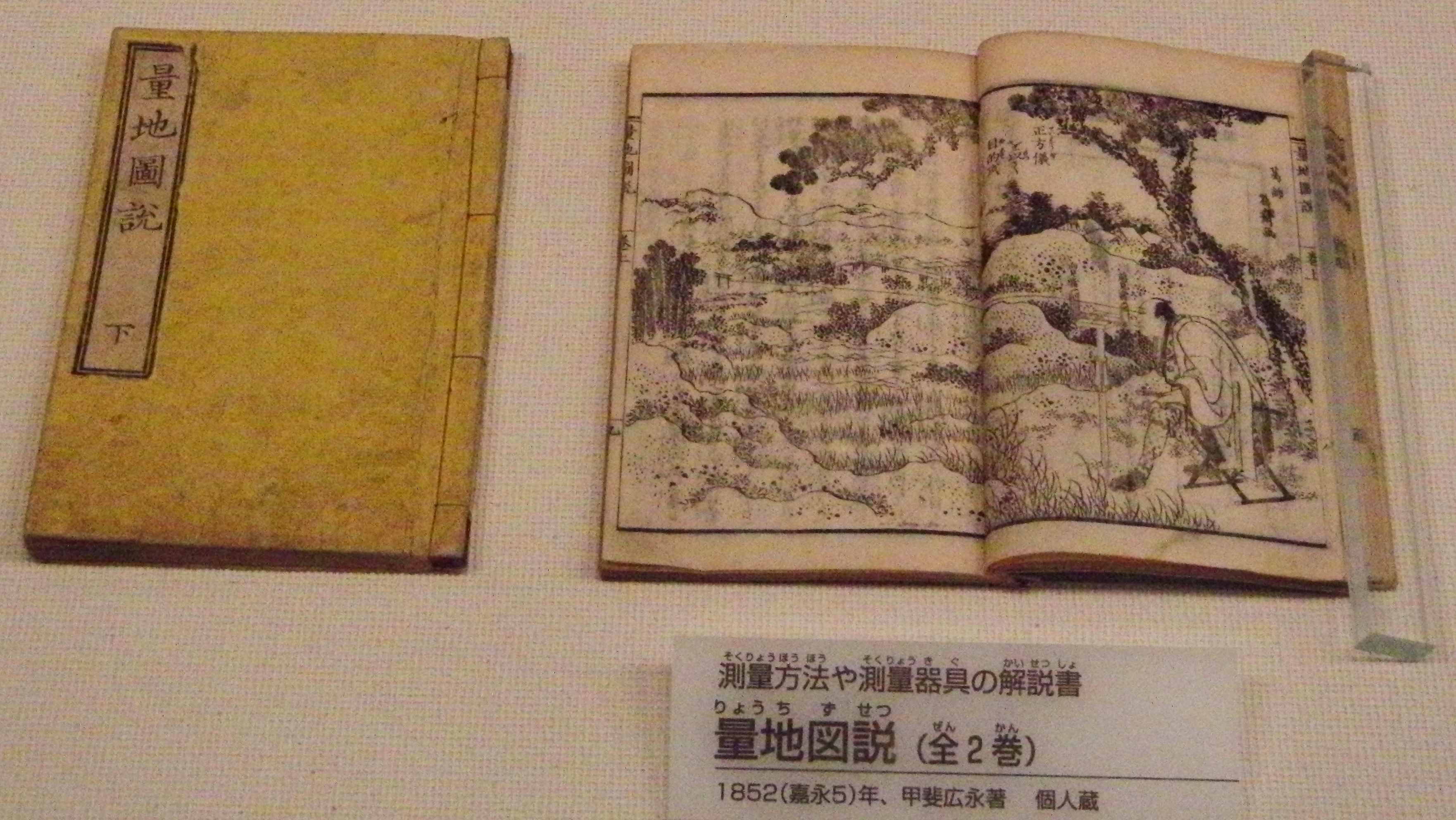
『量地図説』。1852（嘉永5）年刊。国立科学博物館の展示。

文化14年（1817年）、笠間藩士小守宗次の三男として生まれる（母は飯田登和）。同藩の小野柳五郎の養子となり、家督を継ぐ。同藩の算学者甲斐駒蔵に入門し、和算を学んだ。江戸詰めとなった際に長谷川弘に入門してさらに算学を修める。弘化4年（1847年）上総郷士・赤井庄五郎の娘・津多と結婚。
嘉永5年（1852年）、師の甲斐と共に『量地図説』を著す。同年に江戸幕府天文方出仕となり、勤務の傍ら江川英龍に砲術や軍学・オランダ語を学んだ。オランダの航海術書を翻訳し『渡海新編』4巻として幕府に提出した。

### 海軍修業と初めての渡米

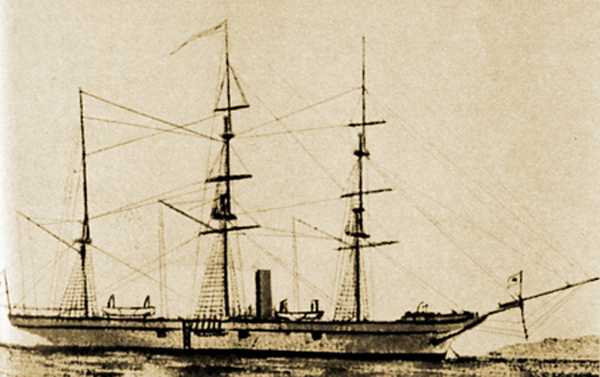
小野友五郎が航海長・艦長として乗り込んだ咸臨丸と伝えられる図

安政2年（1855年）8月、測量・航海術および蘭語への精通を買われ、老中阿部正弘からの直命により、長崎に設置された幕府の海軍伝習所に入学した。測量術の実践を16箇月の間学び修了後、江戸へ戻り築地の軍艦操練所教授方となる。
万延元年（1860年）、日米修好通商条約批准書交換のための遣米使節派遣が決定されたが、その護衛および航海訓練として軍艦奉行木村芥舟を提督とする咸臨丸も派遣されることになった。小野も同僚で海軍伝習所の同窓生であった艦長勝麟太郎（海舟）を補佐する測量方兼運用方（航海長）となって、アメリカへ航海する。同乗した米国海軍の測量士官ジョン・ブルック大尉は小野の測量術の練達ぶりに感心し、以後親交を結ぶようになった。

### 小笠原測量と軍艦建造
帰国後、軍艦奉行木村により航海中における小野の功績が報告され、14代将軍徳川家茂に謁見および褒賞を賜った（なお、艦長であった勝は謁見を許されていない）。これに伴い、物頭格五人扶持の待遇を受ける。小野は海軍充実の必要性を感じ、軍艦奉行に対し、国産蒸気船の建造を具申する。万延2年（1861年、同年文久に改元）正月、小型蒸気軍艦の建造が許可され、主任に任命された。

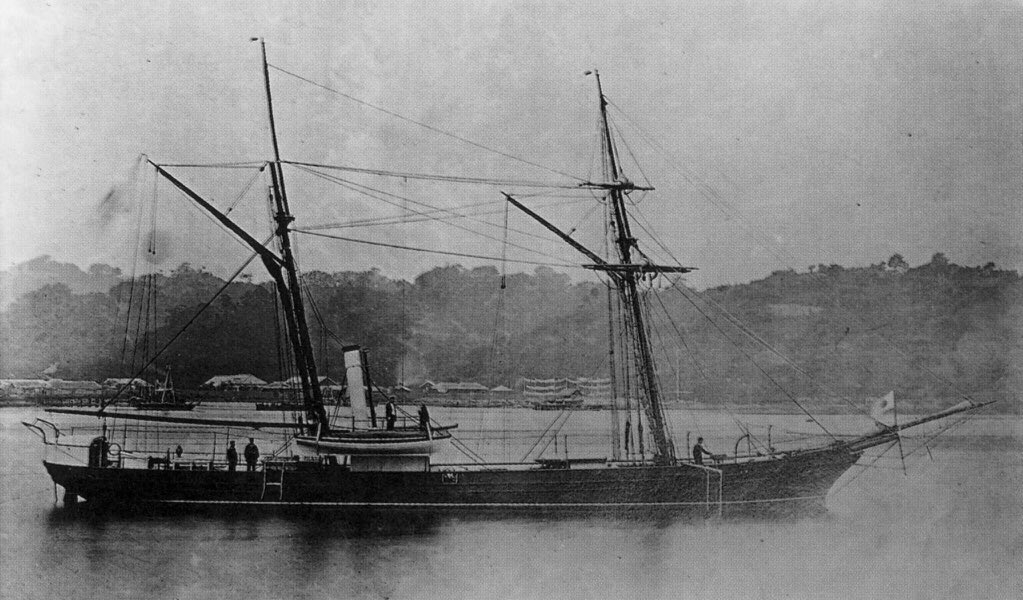
小野友五郎が建造した千代田形

同年7月、軍艦頭取となり、正式に幕臣となる。異国船防備のため江戸湾測量を行う。またジョン万次郎が小笠原諸島の領有・捕鯨基地化を提案し、アメリカやイギリスが同島の領有権を主張し始めたこともあり、同島嶼の精密な調査が必要となっていた。そのため、外国奉行水野忠徳を長とする調査団が小笠原諸島に派遣されることとなり、咸臨丸がその任に就いた。これに関して小野が咸臨丸艦長に任ぜられ、同諸島の測量を行った。この測量が、小笠原諸島の日本領有の大きな手がかりとなる。
翌文久2年（1862年）には上記の蒸気軍艦建造の計画が進められ、幕府で初めてとなる国産蒸気軍艦千代田形の建造を指揮（同船は量産化を計画されていたが結局一号船のみに終わったため、そのまま「千代田形」の船名で呼ばれた）。

### 昇進・再渡米
元治元年（1864年）6月には勘定吟味役に昇進。同年7月2日には、「金銀吹替并吹立御用」を兼務し外国貨幣と日本貨幣の内外価格差による金銀貨の流出防止に努めた。11月に幕府主宰の横須賀製鉄所設立に関与し、横須賀周辺の造船所候補地の実地調査に赴いている。7月から12月の第一次長州征討および2年後の慶応2年（1866年）6月から9月の第二次長州征討で幕府陸軍動員にあたり、動員・補給計画に携わる。同年9月、河合鎬吉郎の娘・うたと再婚。

#### 軍艦・銃器・書籍を購入
長州藩との戦争を経て、海軍充実の必要性を痛感した幕府は、さらなる軍艦補充を画策。小野は軍艦調達の命を受け、慶応3年（1867年）1月には再び渡米し、幕府軍艦の調達にあたる。小野を正使としたこの使節団には、小笠原調査も供にした松本寿太夫（副使、元万延元年遣米使節）、福沢諭吉、津田仙、尺振八、岩田平作、小笠原賢蔵らが参加した。国務長官ウィリアム・スワード、大統領アンドリュー・ジョンソン、ユリシーズ・グラントと会見、海軍省との交渉の末、ストーンウォール号の購入に成功（同艦は後に「甲鉄」と呼ばれ、宮古湾海戦の中心となり、明治4年に「東艦」と改名される）。また甲鉄艦のほかにも11インチダールグレン砲や海軍用蒸気消火ポンプ、陸戦兵器としてスペンサー銃1000挺、ヘンリー銃300挺とそれに付随する金属薬莢製造装置、更には2万ドル相当の最新科学技術書をこの際に購入した。

#### 工廠・兵器廠・工場を見学
ワシントンでは、海軍工廠・陸軍兵器廠で製造技術、特許庁では採鉱・冶金・造幣技術の調査を行い、政府印刷局では紙幣の原版彫刻・印刷の現場を視察した。

#### 教育施設の視察
アメリカ側の勧めもあって盲唖学校、ジョージタウン大学と傘下のカレッジなど教育施設を多くの時間を割いて視察した。

### 幕末の政局

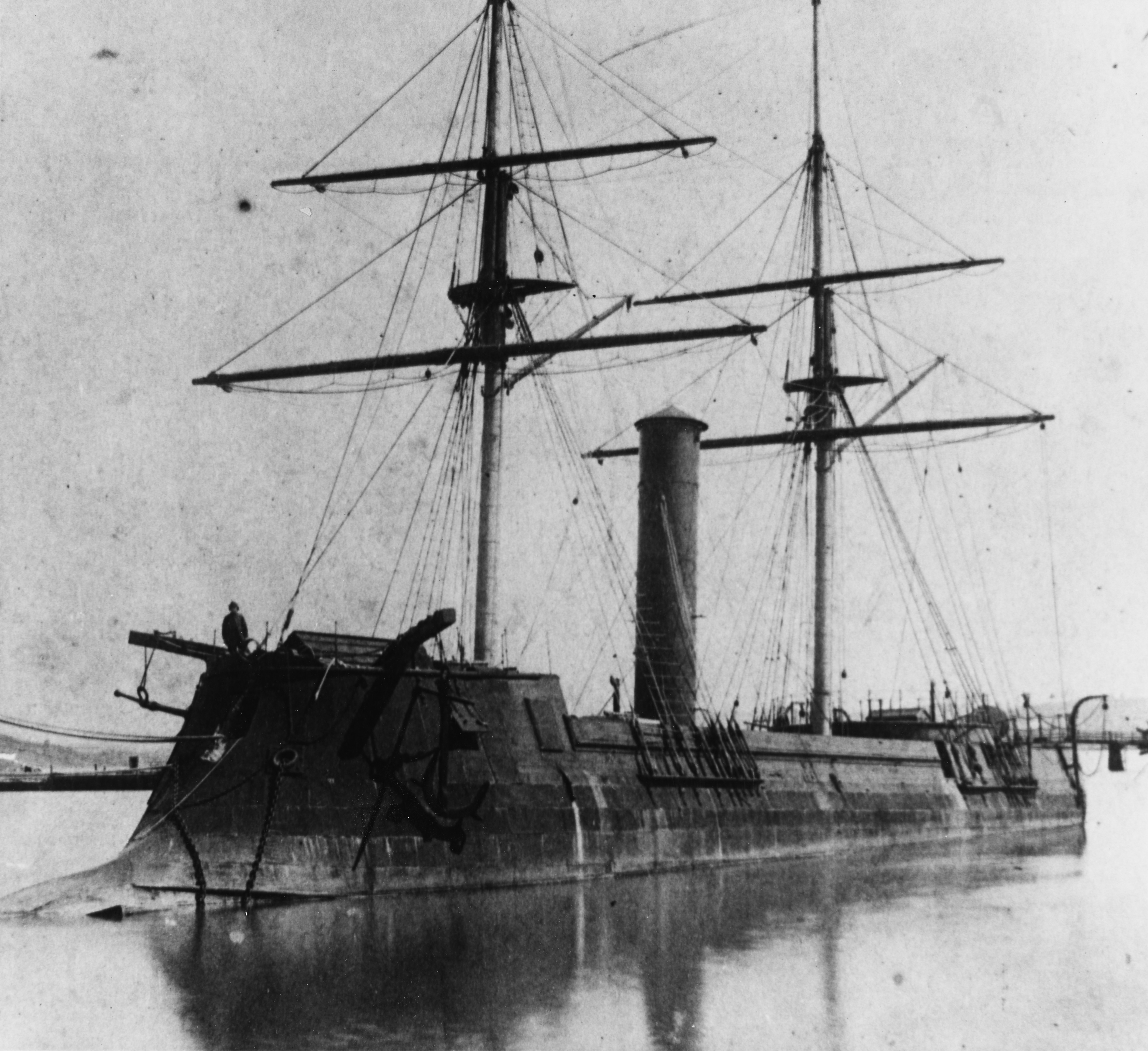
ストーンウォール号

慶応3年6月に帰国後、勘定頭取を経て10月には勘定奉行並に昇進。諸大夫となり、官位を内膳正に補任され、同時に名を広胖と改める。15代将軍徳川慶喜に仕え京坂を往復するが、大政奉還後は江戸へ戻った。倒幕路線を進める薩摩藩が江戸で挑発的騒動を起こしていたため、12月には大目付滝川具挙とともに上坂し、大坂城にいた慶喜に率兵上京を進言したという。
翌慶応4年（1868年）1月の鳥羽・伏見の戦いにおいても後方で兵站業務に携わるが、徳川軍は敗退。慶喜は開陽丸で江戸へ引き上げてしまう。小野は海軍伝習所時代の後輩榎本武揚（開陽丸艦長）らとともに殿軍として残りの幕府軍艦で江戸へ引き上げる際、大坂城御金蔵に貯蓄されていた古金18万両を江戸へ持ち帰った。
江戸に戻った後、上司の勘定奉行・小栗忠順が慶喜から叱責を受けて罷免されるなど、恭順路線を進める勝・慶喜の方針により、主戦派はことごとく粛清され、2月には小野も逼塞となる。4月に東征大総督府が率いる新政府軍が江戸城へ入った後は、鳥羽・伏見の戦前の経緯から小野が主戦派の首魁と目され、「重罪・厳科の処、格別の寛典を以て死一等を宥められ」永預（禁固）の刑を受ける。入獄中に、小野らが購入したストーンウォール号が到着。所有権は明治新政府に移管した。6月、徳川家の駿府藩への移封が決定された際、出獄を赦される。

### 教育・製塩技法改良への情熱
出獄後はしばらく自宅謹慎となるが、製塩技術の改良に興味を抱き、研究を行っている。明治3年（1870年）正月、海軍省から出仕要請を受けるが、固辞。同年4月、民部省への出仕に応じ、准十二等。翌月准十等に任用。同省が手がけていた鉄道建設のための測量業務に佐藤政養と共に従事。以後は海軍畑から離れ、民生方面へ業務に情熱を注ぐ。工部省発足後は同省へ移り、引きつづき鉄道業務に携わった。
数学教育にも熱心で、明治6年（1873年）には文部卿大木喬任に、前年の学制発布で廃止された珠算の復活を建言し、実現する。洋算を教えられる教師が少なかったため、教育現場が混乱していたためである。洋式数学の教師が育成されるまで当分の間珠算を教えることとなった。一方で西洋式数学の普及にも努めた。
明治9年（1876年）には、国土測量と観測事業を担う内務省地理寮量地課を縮小廃止しようという内務卿大久保利通に対し、天文観象台を充実するように建言。明治10年（1877年）1月退官し、家督を養子熊次郎に譲って隠居となる。千葉県周淮郡大堀村（現：君津市）の塩田跡地を借り受け、官許の下製塩事業を開始、明治12年（1879年）竣工、翌年から試験操業を開始した。
明治23年（1890年）には旧幕臣栗本鋤雲らとともに、文部大臣芳川顕正に対し、漢字制限の提案を行っている。明治26年（1893年）には尋常小学校用の教科書『新撰洋算初歩』を編纂。
明治31年（1898年）8月、82歳の高齢ながら兵庫県印南郡大塩村で炎天下で、天日製塩の実地講習を行っている最中に病に倒れ、帰京後没する。法名観月院殿塩翁広胖居士、墓は茨城県笠間市。
大正7年（1918年）、正五位を追贈された。

## 著作、建言文書

### 単著、編著
- 小野友五郎 訳『渡海新篇 全4巻』小野友五郎。
- 『亜國渡航日誌』小野友五郎。
  - 『小野友五郎亜國渡航日誌』小野友五郎を伝えてゆく会、2019年12月。
- 小野友五郎 編『新撰洋算初歩 : 尋常小學 : 生徒用 卷之1』（再版）明法堂、1893年12月。
- 小野友五郎 編『新撰洋算初歩 : 尋常小學 : 生徒用 卷之2』（再版）明法堂、1893年12月。
- 小野友五郎 編『新撰洋算初歩 : 尋常小學 : 生徒用 卷之3』（再版）明法堂、1893年12月。
- 小野友五郎 編『新撰洋算初歩 : 尋常小學 : 生徒用 卷之4』（再版）明法堂、1893年12月。*

### 建言文書
- 重野安繹 編『修史意見書　その他 天文学之儀ニ付建言仕候書面』小野友五郎、1876年10月。

## 伝記・参考文献
- 藤井哲博『咸臨丸航海長小野友五郎の生涯 幕末明治のテクノクラート』〈中公新書〉1985年。ISBN 4-12-100782-4。
- 木村善毅 著、大塚武松 編『奉使米利堅紀行』日本史籍協会〈遣外使節日記纂輯 第二 (日本史籍協会叢書)〉、1929年、1-54頁。
- 日米修好通商百年記念行事運営会 編『万延元年遣米使節史料集成 第1巻』風間書房、1961年。
- 飯田嘉郎「咸臨丸航海長 小野友五郎」『日本航海学会誌』、日本航海学会、85-90頁。
- 大森実「小野友五郎の事蹟」『蘭学資料研究会研究報告』第193巻、蘭学資料研究会、1967年3月18日。
- 小川恭一編『寛政譜以降旗本家百科事典』東洋書林　1997-1998年

## 小野友五郎を題材とした作品
- 鳴海風『怒濤逆巻くも 幕末の数学者小野友五郎』上、下（新人物往来社、2003年）

上 ISBN 4-404-03128-9、下 ISBN 4-404-03129-7
- 今野敏『天を測る』（講談社、2020年）

ISBN 978-4-06-521562-3